# Thé de vers
Le thé de vers ou thé d'insectes ou « chōng cha » (虫屎茶) est une boisson chinoise issue d'excréments de chenilles. Ce thé est consommé pour ses vertus diététiques et thérapeutiques : antidiarrhéique, apaisant saignements de nez et hémorroïdes. Non prouvées scientifiquement, ces qualités pourraient être dues à l'acide ellagique contenu dans les chenilles.
Ce thé est considéré comme un produit de luxe, son prix est élevé entre autres à cause des difficultés inhérentes à sa production. Traditionnellement, des chenilles de papillon de nuit (Hydrillodes) sont élevées sur des feuilles humides de thé. Les excréments sont récupérés dans les cocons vides une fois le papillon éclos. Dix kilogrammes de feuilles de thé sont nécessaires pour produire un kilo d'excréments séchés. 